# Воробьёв, Николай Николаевич (Герой Советского Союза)
Николай Николаевич Воробьёв (25 августа 1919, Синковец, Тульская губерния — 31 мая 1980, Талгар, Алма-Атинская область) — участник Великой Отечественной войны. Герой Советского Союза. Уволен в запас в звании майор.

## Биография
Николай Николаевич Воробьёв родился 25 августа 1919 года в крестьянской семье в деревне Синковец Среднинской волости Новосильского уезда Тульской губернии, ныне деревня входит в Галичинское сельское поселение Верховского района Орловской области.
В 1935 году окончил 7 классов в с. Большой Синковец. Работал счетоводом в колхозе «Оборона СССР» и в совхозе «Васильевский».
В Рабоче-крестьянской Красной Армии с января 1940 года. Поступил в военное зенитное артиллерийское училище, которое окончил в 1941 году, накануне войны. В действующей армии с февраля 1942 года. Командовал зенитной артиллерийской батареей на Западном фронте. В боях был ранен, награждён медалью «За отвагу». После выздоровления направлен командиром батальона в 979-й стрелковый полк.
С 1942 года член ВКП(б), в 1952 году партия переименована в КПСС.
Капитан Н.Н. Воробьёв служил старшим адъютантом стрелкового батальона 979-го стрелкового полка 253-й стрелковой дивизии 40-й армии Воронежского фронта. Участвовал в боях на Курской дуге, освобождении Белгорода, разгроме немецкой группировки юго-западнее Харькова. 3 сентября 1943 года командир батальона выбыл из строя и заместитель командира батальона Н.Н. Воробьёв принял на себя командование. За умелое маневрирование батальоном, в хоте которого было освобождено 10 населённых пунктов, в т.ч. 2 райцентра, был награждён орденом Красного Знамени. 
Батальон, которым командовал капитан Воробьёв, в ночь на 26 сентября 1943 года быстро форсировал реку Днепр, захватил плацдарм в районе села Ходоров (Киевская область). В скоротечном бою было уничтожено более сотни гитлеровцев, захвачены миномётная батарея и пять пулемётов в исправности и с боезапасом. Трофейное оружие было умело использовано при отражении вражеских атак. Две недели, до 10 октября, батальон сдерживал натиск фашистов, пока те не поняли, что здесь был нанесён им отвлекающий удар. Советские бойцы отразили 18 контратак противника. За этот подвиг отважный комбат был представлен к высокой награде Родины. Майор Воробьёв участвовал в боях до конца войны. Был тяжело ранен.
После войны майор Воробьёв — в запасе. Работал в Запорожье, затем в Чистюньке Топчихинского района Алтайского края и в Чиликском районе Алма-Атинской области Казахской ССР.
С 1968 года, после выхода на пенсию жил 10 лет в городе Шумихе Курганской области. Затем переехал в Казахскую ССР.
Николай Николаевич Воробьёв умер 31 мая 1980 года. Похоронен в городе Талгар Талгарского района Алматинской области Казахстана.

## Награды
- Герой Советского Союза, Указ Президиума Верховного Совета СССР от 29 октября 1943 года[5]
  - Медаль «Золотая Звезда» № 3316
  - Орден Ленина
- Орден Красного Знамени, 5 октября 1943 года[6]
- Медали, среди которых медаль «За отвагу».